# IPhone SE (2020)
De iPhone SE uit 2020 (officieel tweede generatie iPhone SE) is een smartphone in de iPhone-serie van Apple. De afkorting SE staat voor "Special Edition" (Nederlands: Speciale Editie). De iPhone SE maakt deel uit van de 13e generatie van de iPhone naast de iPhone 11, iPhone 11 Pro en Pro Max.
De iPhone SE is zowel de opvolger van de eerste iPhone SE uit 2016 als de iPhone 8 en werd aangekondigd op 15 april 2020, Vooruitbestellingen begonnen op 17 april 2020 en waren beschikbaar op 24 april 2020.

## Geschiedenis
Sinds 2017 gaan er al geruchten rond over een opvolger van de oorspronkelijke iPhone SE. Dit was slechts een jaar nadat het apparaat werd uitgebracht, omdat de originele was uitgebracht in 2016. Verder gingen er twee geruchte namen rond: iPhone SE 2 en (meer recentelijk) iPhone 9, omdat deze telefoon hetzelfde uiterlijk heeft als de iPhone 8.
In maart 2020 zouden omhulsels voor de telefoon naar de Best Buy zijn verzonden, voor een iPhone met het formaat van een iPhone 8. Ook werden Belkin-schermfolies voor deze telefoon verkocht door Apple, die compatibel waren met de normale versies van de iPhone 7 en iPhone 8. De merknaam van de iPhone SE werd echter snel verwijderd.
Productie van de tweede generatie iPhone SE werd stopgezet op 8 maart 2022.

## Ontwerp
De iPhone SE heeft een aluminium behuizing. Verder zijn de voor- en achterkant gemaakt van glas. Het externe ontwerp en de afmetingen van de telefoon zijn bijna identiek aan die van de iPhone 8, met uitzondering van een gecentreerd Apple-logo op de achterkant. Bij de iPhone 8 en eerdere iPhones bevond het logo zich op een hogere positie. Net zoals bij de iPhone 8, is de voorkant van het apparaat aan de boven- en onderkant voorzien van schermranden. Aan de onderkant is ook een thuisknop geïntegreerd met Touch ID. De iPhone SE (2020) is verkrijgbaar in drie kleuren: zwart, wit en Product Red.

## Specificaties

### Hardware
De iPhone SE bevat de Apple A13 Bionic-processor met een M13-bewegingsprocessor. Verder is hij beschikbaar met een interne opslag van 64 GB, 128 GB of 256 GB.

#### Scherm
De iPhone SE heeft hetzelfde Retina HD-scherm als de iPhone 8, maar 3D-Touch werd vervangen door Haptic Touch.

#### Camera
De iPhone SE heeft een 12 MP camera aan de achterkant, vergelijkbaar met de camera van de iPhone XR en de iPhone 8. De camera heeft een diafragma van ƒ / 1,8, met autofocus, optische beeldstabilisatie en een quad-LED True Tone flitser. Verder is het in staat om 4K-video op te nemen met 24 fps, 30 fps of 60 fps, 1080p HD-video met 30 fps of 60 fps of 720p HD-video met 30 fps. De telefoon kan ook panorama's maken tot 63 MP en kan foto's maken in burst-modus. De camera aan de voorkant van de iPhone SE is een 7 MP-camera met een diafragma van ƒ / 2,2 en autofocus, die 1080p HD-video met 30 fps kan opnemen. Zowel de voor- als achtercamera's van de iPhone SE ondersteunen Smart HDR, Portrait-modus en Portrait Lighting. In tegenstelling tot de iPhone 11 en 11 Pro, heeft de iPhone SE geen nachtmodus.

### Software
De iPhone SE werd oorspronkelijk geleverd met iOS 13 en ondersteunt tot en met iOS 26. Verder ondersteunt het Apple Pay en Apple Card.